# فوسفوجليسرالدهيد
3-فوسفات غليسيرالدهيد Glyceraldehyde 3-phosphate, أو 3-فوسفوجليسرالدهيد (يعرف اختصاراً PGAL أو G3P, GA3P, GADP, GAP, TP, GALP) هو مركب كيميائي ثلاثي الكربون أي يحتوي على ثلاث ذرات كربون وصيغته الكيميائية الجزيئية هي P‏6‏O‏7‏H‏3‏C وهو مركب ناتج عن عملية البناء الضوئي يستخدم لبناء الجلوكوز والنشا والبروتينات والدهون ويستخدم أيضاً كمركب عالي الطاقة في التنفس الخلوي 